# Santo Domingo Chihuitán
Santo Domingo Chihuitán är en kommun i Mexiko.   Den ligger i delstaten Oaxaca, i den sydöstra delen av landet, 500 km sydost om huvudstaden Mexico City.